# Lindos

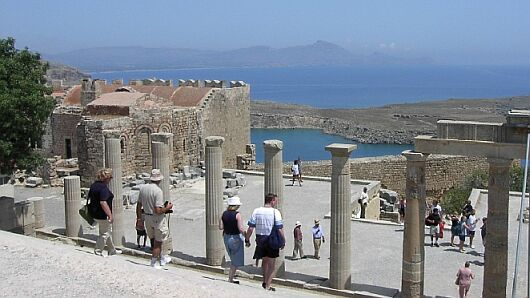
A acrópole de Lindos: o estoa restaurado

Lindos (em grego, Λινδος) é uma cidade e um sítio arqueológico na costa leste da ilha grega de Rodes, no Dodecaneso. Está a 55 km a sul da cidade de Rodes e suas praias finas fazem-na um popular destino turístico e de feriado. Sobre a cidade moderna situa-se a acrópole de Lindos, uma cidadela natural que foi fortificada sucessivamente pelos gregos, pelos romanos, pelos bizantinos, pelos hospitalários e pelos otomanos. Estes tornaram o sítio para escavar e interpretar arqueologicamente. A acrópole oferece vistas dos portos vizinhos e da costa.

## História
Lindos foi fundada pelos dóricos que chegaram no século X a.C.. Foi uma das seis cidades dóricas na área conhecida como Hexápole Dórica. A região leste de Rodes fê-la um natural lugar de encontro entre gregos e fenícios, e no século VIII a.C. Lindos foi um importante centro comercial. Sua importância declinou após a fundação da cidade de Rodes no século V a.C..
Em tempos clássicos a acrópole de Lindos foi dominada pelo massivo templo de Atena Líndia, que chegou à sua forma final ao redor de 300 a.C.. Em tempos helenísticos e romanos, o templo prescindiu como mais construções foram feitas. Em tempos medievais recentes aquelas construções caíram em desuso, e no século XIV elas foram tiradas de foco por uma massiva fortaleza construída na acrópole pelos hospitalários para defender a ilha contra os otomanos.

## Na acrópole

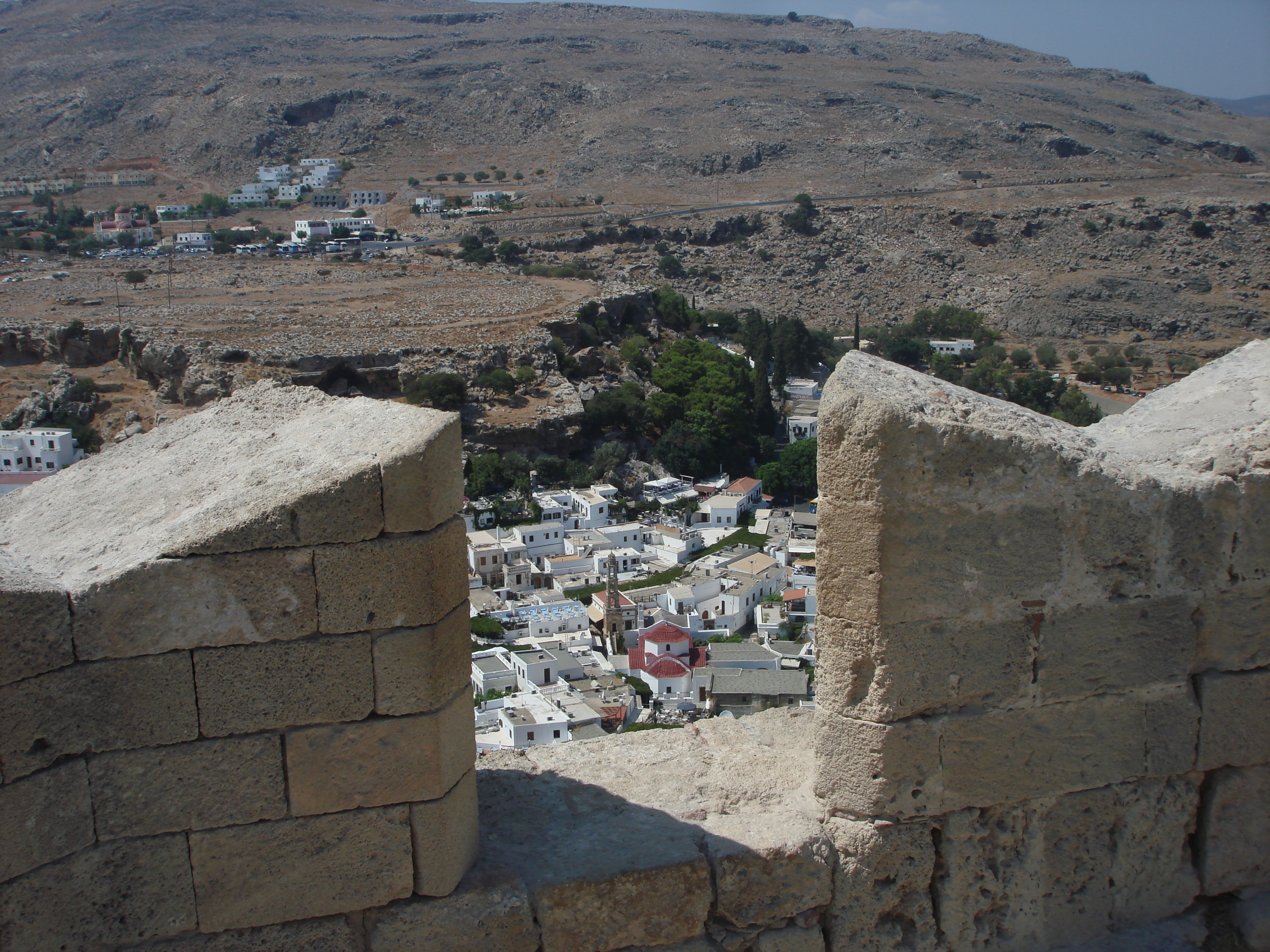
Parte da cidade vista da acrópole

Na acrópole de Lindos hoje parte das seguintes construções podem ainda ser vistas:
- O Templo Dórico de Atena Líndia, datando de 200 a.C.. Dentro do templo está a mesa de oferendas e a base da estátua de culto de Atena.
- Os Propileus do Santuário, também datando do século IV a.C.. Uma escada monumental leva a um estoa em forma de D;
- O estoa helenístico com asas de projeção lateral, datando de 200 a.C.. O estoa tem 87 metros de comprimento e 42 colunas;
- O famoso relevo de um trirreme ródio (navio de guerra helenístico). Lá existe uma estátua do general Hagesandro, a obra do escultor Pitócrito, que também marcou a Vitória de Samotrácia. O relevo data de 180 a.C.;
- A escada helenística (século II a.C.) levando à principal área arqueológica da acrópole;
- Remanescentes de um templo romano, possivelmente dedicado ao imperador Diocleciano e datando de 300 d.C;
- a acrópole é circundada por um muro helenístico contemporâneo da Propileia e da escada. Uma inscrição romana diz que o muro e torres quadradas foram reparadas por um padre de Atena no século II;
- O Castelo dos Hospitalários, construído antes de 1317 nas fundações de fortificações bizantinas mais velhas. Os muros e torres seguem a conformação natural da rocha. Uma torre pentagonal no sul comandou o porto e a estrada desde o sul da ilha. Havia uma grande torre redonda no leste com a fachada voltada para o mar e outras duas, uma redonda e a outra numa quina, no nordeste da área. Hoje uma das torres no sudoeste e uma no oeste sobrevivem;
- A Igreja de São João, ortodoxa grega, datando dos  séculos XIII ou XIV e construída nas ruínas de uma igreja anterior, que pode ter sido construída no século VI.